# Григорий V Константинополски
Григорий V Константинополски (на гръцки: Γρηγόριος Ε΄ със светско име Георгиос Ангелопулос на гръцки: Γεώργιος Αγγελόπουλος) е вселенски патриарх три пъти: 30 април 1797 – 29 декември 1798 (1-ви път), 5 октомври 1806 – 22 септември 1808 (2-ри път) и 26 декември – 22 април 1821 година (трети път).

## Биография
Роден е със светското име Георгиос Ангелопулос (Γεώργιος Αγγελόπουλος)  в 1746 година в Димицана, Пелопонес. В 1765 година заминава за Атина и учи при учителя Димитриос Водас. От 1767 до 1772 година учи в гимназията на Смирна. След това става монах в Строфадския манастир. След това учи философия и теология в училището Патмиада. След края на обучението си заминава за Смирна, където е ръкоположен за дякон и презвитер от митрополит Прокопий Смирненски (1770 - 1785). Той служи като протосингел на Смирненската митрополия.
Преводът на димотики на беседите на Йоан Златоуст от Григорий (1785) му дават изключителна известност.
На 1 август 1785 година е ръкоположен за митрополит на Смирна, наследявайки своя старец, който е избран за вселенски патриарх. Григорий е особено загрижен за развитието на образованието, разпространението на християнската проповед и решаването на социалните проблеми на паството си.
На 19 април 1797 година е избран за вселенски патриарх. Изборният меморандум е съставен в деня на интронизацията му 10 май 1797 година. През 1797 патриарх Григорий V започва мащабни реставрационни дейности на катедралата „Свети Георги“. На 18 декември 1798 година той е уволнен със султанска заповед и на 19 декември 1798 година подава оставката си. Заточен е първо в Халкидон (Кадъкьой) и след няколко месеца в Кушнишкия манастир. В края на 1799 година се установява в Иверския манастир на Света гора.
На 23 септември 1806 година е избран за втори път за вселенски патриарх. Изборният меморандум е съставен в деня на интронизацията му 18 октомври 1806 година. На 9 септември 1808 година той отново е отстранен със султанска заповед и на 10 септември 1808 година подава оставката си. Първоначално е бил заточен в манастира „Преображение Господне“ на Принцовия остров, а на следващата година е изпратен на Света гора.
На 14 декември 1818 година е избран за трети път за Вселенски патриарх. Изборният меморандум е съставен в деня на интронизацията му 14 януари 1919 година.
След избухването на Гръцкото въстание, на 10 април 1821 година Григорий V Константинополски е обесен от османците на главната порта на Патриаршията. Тялото му е хвърлено в Гръцкия рог и след като е взето от гръцки кораб и погребано в Одеса. През 1871 година костите му са пренесени в Атина. На 8 април 1921 година Гръцката църква го причислява към лика на светците.